# هورسدلی
هورسدلی (به چکی: Hořesedly) یک منطقهٔ مسکونی در جمهوری چک است که در ناحیه راکوونیک واقع شده‌است.